# Jardins de Mossèn Costa i Llobera

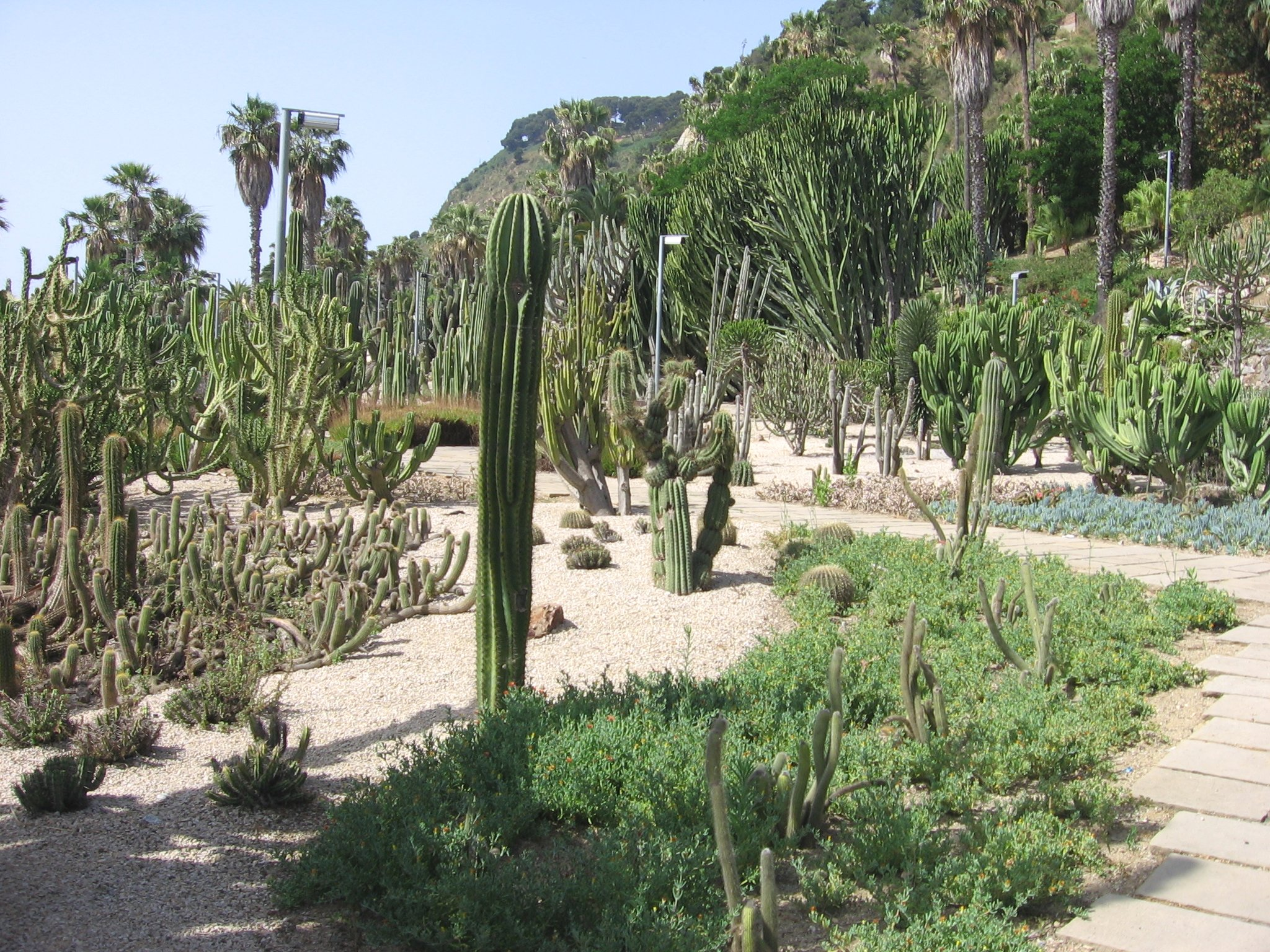
Die Jardins de Mossèn Costa i Llobera am Fuße des Montjuïc in Barcelona.

Die Jardins de Mossèn Costa i Llobera gehören zu den bedeutendsten Themengärten Europas. Der Park befindet sich am Fuße des Montjuïc in Barcelona und ist nach dem mallorquinischen Priester und Poeten Miquel Costa i Llobera benannt.
Die etwa drei Hektar großen Gärten beherbergen eine bedeutende Anzahl exotischer Gewächse.

## Lage

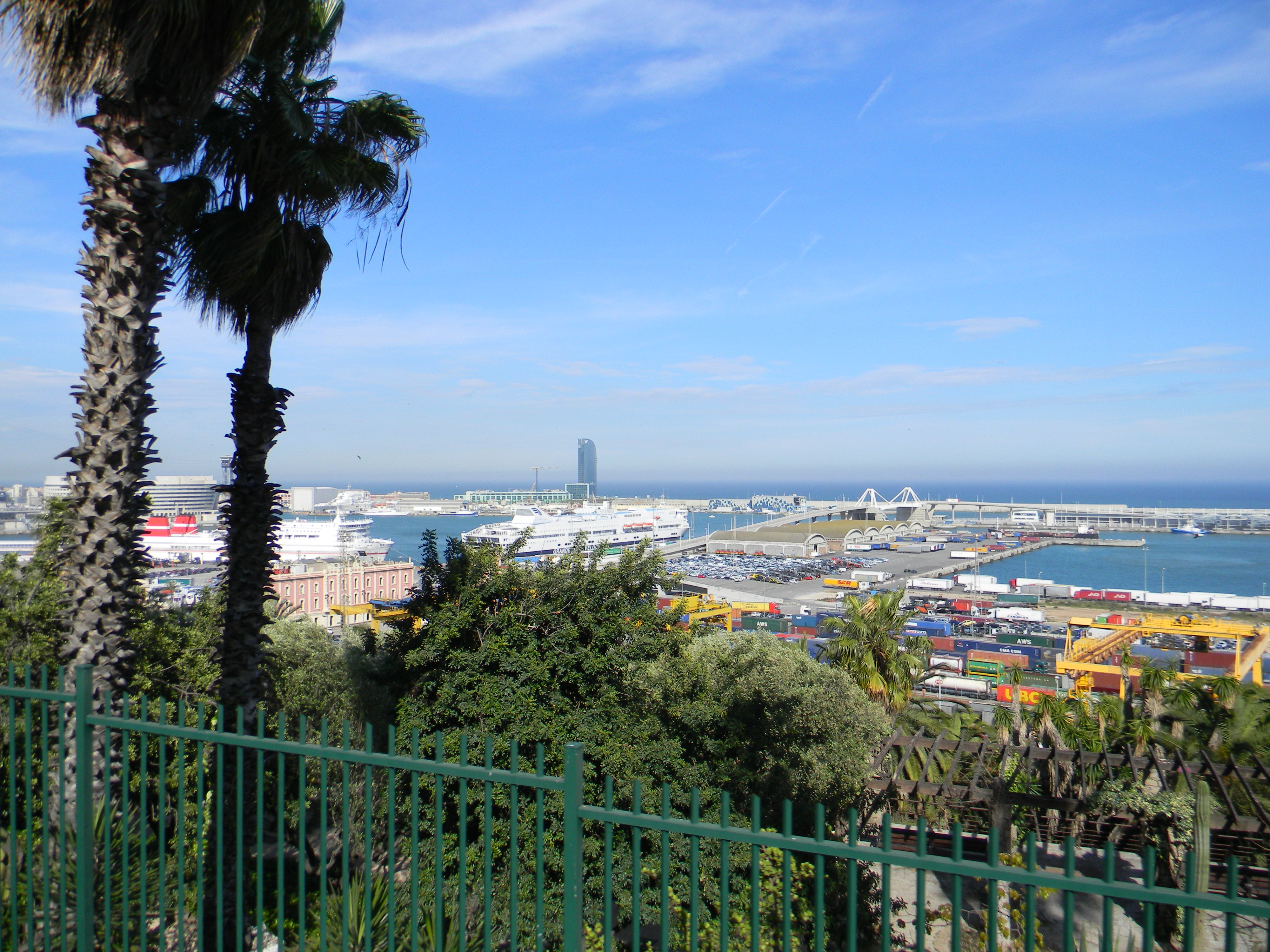
Blick von den Gärten auf die Küste und den Hafen von Barcelona.

Der Park liegt im Stadtviertel Sants-Montjuïc. Der Eingang befindet sich südlich des Stadtberges zwischen Carretera de Miramar und Paseo de Josep Carner. Dieser Teil der Stadt genießt ein besonderes Mikroklima, das etwa 2 oder 3 Grad höher ist als die Durchschnittstemperatur Barcelonas. Der Grund dafür ist die windgeschützte Lage, die optimale Bedingungen für die Kultivierung tropischer Gewächse bietet. Der Park gewährt eine spektakuläre Aussicht auf die Küste und den Hafen Barcelonas. Er liegt nur einen Kilometer von der Kolumbusstatue am Ende der Rambla entfernt, ist aber von der Stadt aus nicht sichtbar.

## Geschichte

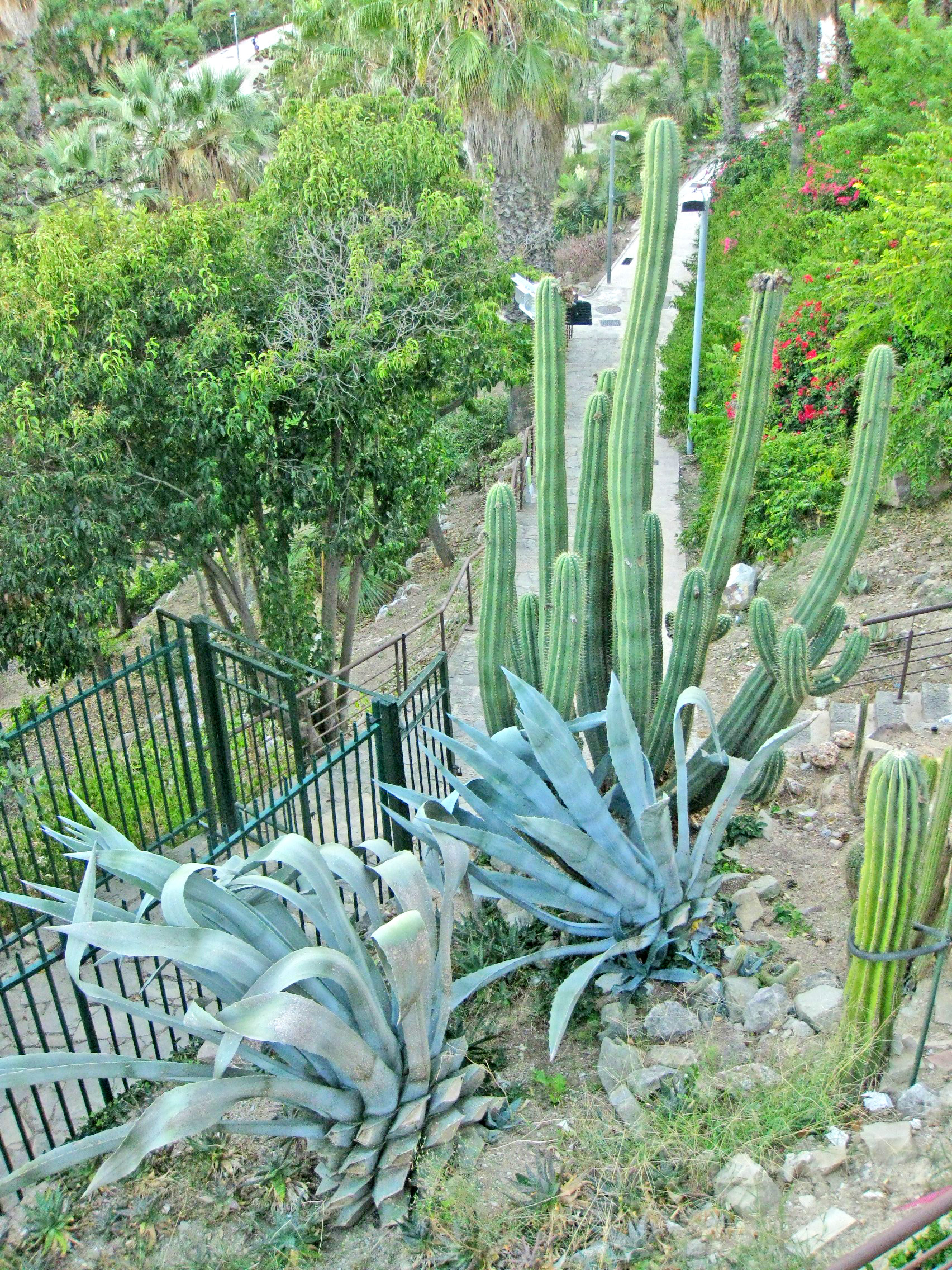
Blick von den Gärten in Montjuïc. Detail von Kakteen und Agaven.

Die Gärten wurden 1970 unter Anleitung von Joan Pañella Bonastre in einem aufgelassenen Steinbruch angelegt. 2006 wurde der Park für Verbesserungsarbeiten geschlossen und 2011 nach einigen technischen Problemen (geologische Stabilität und Entwässerung) wieder eröffnet.
1987 wurde der Park von einem Journalisten der New York Times zu einem der 10 schönsten Parkanlagen der Welt erklärt.

## Bepflanzung
Der Park beherbergt circa 800 verschiedene Kakteen und andere Wüstengewächse. Man findet auch andere exotische Pflanzen, vor allem subtropische Palmen. Die Pflanzen stammen aus vielen Wüsten der Welt, hauptsächlich aber aus Afrika, Amerika und Australien. Außerdem wachsen hier eine große Zahl von Palmenarten und einige andere subtropische Bäume. Unter den Kakteen sticht ein 200 Jahre alter Oreocereus celsianus hervor.